# Dardan Rexhepi
Dardan Rexhepi, född den 16 januari 1992 i Pristina i SFR Jugoslavien, är en svensk fotbollsspelare med albansk bakgrund.
Han gjorde säsongen 2010 allsvensk debut för klubben Malmö FF. Rexhepi spelade under säsongen 2014 för IF Brommapojkarna.

## Klubbkarriär
Rexhepi flyttade från Eslövs BK till Lunds BK till Malmö FF 2009. Efter att ha gjort 46 mål på 43 matcher för ungdomslaget så blev han uppflyttad till A-truppen inför 2010. Han debuterade för A-laget mot Syrianska FC i Svenska Cupen den 18 maj samma år, där han också gjorde det vinnande målet på övertid. Den 15 september spelade han sin första match i Allsvenskan från start mot rivalerna Helsingborgs IF, och även där gjorde han det vinnande målet som också var hans första mål i Allsvenskan. Malmö vann matchen med 2-0. Denna match skulle visa sig bli avgörande för att guldet skulle hamna i Malmö. Dardan, med smeknamnet "D-Rex", blev snabbt en publikfavorit.
Under åren som följde hade Rexhepi dock svårt att ta en ordinarie plats i MFF. I januari 2014 värvades han istället av IF Brommapojkarna. Han motiverade övergången med att han behövde få mer speltid. Han lämnade BP efter endast en säsong i klubben, som åkte ur Allsvenskan.
I januari 2015 skrev Rexhepi på ett kontrakt med Göteborgsklubben BK Häcken.
I juli 2016 lämnade Rexhepi BK Häcken för Superettan-klubben GAIS. I januari 2017 förlängde han sitt kontrakt med två år. I december 2018 skrev Rexhepi på ett ettårskontrakt med Norrby IF. I januari 2020 förlängde han sitt kontrakt i Norrby med ett år. Efter säsongen 2020 lämnade Rexhepi klubben.

## Meriter
Malmö FF
- Allsvenskan: 2010, 2013